# Bośnia i Hercegowina na Mistrzostwach Europy w Lekkoatletyce 2016
Bośnia i Hercegowina na Mistrzostwach Europy w Lekkoatletyce 2016 – reprezentacja Bośni i Hercegowiny podczas Mistrzostw Europy w Amsterdamie liczyła 5 zawodników (5 mężczyzn).

## Występy reprezentantów Bośni i Hercegowiny

### Mężczyźni

#### Konkurencje biegowe
| Zawodnik  | Konkurencja   | Eliminacje | Eliminacje | Półfinał | Półfinał | Finał    | Finał |
| Zawodnik  | Konkurencja   | Rezultat   | Poz.       | Rezultat | Poz.     | Rezultat | Poz.  |
| --------- | ------------- | ---------- | ---------- | -------- | -------- | -------- | ----- |
| Amel Tuka | Bieg na 800 m | 1:46.94    | 2. Q       | 1:47.16  | 5. Q     | 1:45.74  | 4.    |

#### Konkurencje techniczne
| Zawodnik        | Konkurencja    | Eliminacje | Eliminacje | Finał    | Finał   |
| Zawodnik        | Konkurencja    | Rezultat   | Pozycja    | Rezultat | Pozycja |
| --------------- | -------------- | ---------- | ---------- | -------- | ------- |
| Hamza Alić      | Pchnięcie kulą | 19.61      | 13.        | NQ       | NQ      |
| Kemal Mešić     | Pchnięcie kulą | NM         | NM         | NQ       | NQ      |
| Mesud Pezer     | Pchnięcie kulą | 19.72      | 12. q      | 19.49    | 12.     |
| Dejan Mileusnić | Rzut oszczepem | 75.00      | 25.        | NQ       | NQ      |